# Low-code
Low-code is een vorm van softwareontwikkeling die is gericht op het visueel ontwerpen van applicaties. Bij low-code maakt men gebruik van een grafische gebruikersomgeving (GUI) en het instellen van configuraties, in plaats van het schrijven van traditionele computercode.
Met lowcodeontwikkeling kan het proces van softwareontwikkeling worden versneld omdat applicaties worden opgebouwd uit visuele blokken (met een visuele programmeertaal of VPL). Het blijft mogelijk voor ontwikkelaars om handgeschreven code in te voegen.

## Ontstaan
De eerste vormen van low-code dateren uit de jaren 90, onder meer in programmeertalen van de vierde generatie (4GL) en in hulpmiddelen voor snelle applicatieontwikkeling (RAD), die destijds al werkten met modelgedreven ontwerp, automatische codegeneratie, frameworks en visueel programmeren. Het grote verschil met low-code is dat dit is gericht op een ander soort gebruiker.
In het opensourceveld bood Eclipse Foundation het eerste vrij beschikbare platform aan. Vanaf 2011 groeide de markt met aanbieders en platforms voor low-code. Op 9 juni 2014 kreeg analist Forrester Research de term toegekend voor dit type applicatieontwikkeling.

## Voor- en nadelen
Met low-code kan het ontwikkelingsproces aanzienlijk worden versneld. Ook hoeft er minder code te worden geschreven en zodoende minder kans op fouten of bugs. Een ander voordeel is dat meer mensen kunnen bijdragen aan de ontwikkeling, niet alleen de programmeurs, en dat kosten, trainingen, het uitrollen en het beheren en aanpassen van de software goedkoper en sneller kan met low-code.
Ten slotte biedt low-code integratie met bestaande IT-systemen en platforms zoals Oracle en Microsoft, en maakt low-code het mogelijk om ook oudere applicaties eenvoudiger te vervangen.
Nadelen van low-code is dat een ontwikkelaar afhankelijk is van een bepaalde aanbieder met bijbehorende kosten, zoals voor gebruikte licenties. Ten tweede zijn niet alle softwareontwikkelaars bekend met low-code omdat het een relatief nieuwe vorm van ontwikkelen is.

## Bekende platforms
Bekende platforms in 2019 voor het ontwikkelen met low-code zijn Uniface, Mendix, OutSystems, Thinkwise, Servoy, Betty Blocks, KiSSFLOW, Microsoft PowerApps, Salesforce Lightning, Zoho Creator, AppSheet, Google App Maker, FileMaker en Appian.